# Pseudothemis jorina
Pseudothemis jorina – gatunek ważki z rodziny ważkowatych (Libellulidae).